# Zbigniew Szafrański
Zbigniew Szafrański byl polský egyptolog. Působil na univerzitě ve Varšavě. Podílel se na polských výzkumných misích a vykopávkách v Egyptě.